# Thomas Phillip O'Neill III
Thomas Phillip O'Neill III (Cambridge, 20 september 1944) is een Amerikaans politicus en ondernemer.

## Levensloop
O'Neil werd geboren in Cambridge, Massachusetts, als zoon van Tip O'Neill, een Amerikaans parlementslid en gedurende 10 jaar voorzitter van het Huis van Afgevaardigden.
O'Neil III studeerde af aan het Boston College met een bachelorgraad. Daarna behaalde hij zijn mastergraad aan de John F. Kennedy School of Government dat deel uitmaakt van de Harvard-universiteit.
Hij begon zijn politieke loopbaan als lid van het Huis van Afgevaardigden van Massachusetts. Van 1975 tot 1983 werd hij luitenant-gouverneur (vicegouverneur) van deze staat. Hij was onder meer betrokken bij het enorm verkeers- en stedenbouwkundig project Big Dig, dat tussen 1982 en 2007 werd uitgevoerd. Hij werd in deze functie opgevolgd door John Kerry.
Naast zijn politieke loopbaan is hij bestuurslid van het Boston College van de North Cambridge Catholic High School, instituten waaraan hij zelf ook studeerde. Verder is hij lid van het bestuur van de Catholic Democrats, een nationale lobbyorganisatie met betrekking tot geloof en politiek. Daarnaast drijft hij zijn eigen pr-bureau, O'Neill and Associates, in Boston. 
- Gemeinsame Normdatei: 1223428362
- International Standard Name Identifier: 0000 0000 2163 4513
- Library of Congress Control Number: n79058103
- National Archives and Records Administration: 10580793
- Virtual International Authority File: 60355721
- WorldCat: E39PBJvt4Q8cfxBT76dmGhF9Xd